# Bloodstock
Bloodstock était un festival annuel de metal qui se déroulait en salle, pendant un puis deux jours, de 2001, à 2006, aux Assembly Rooms, à Walton-upon-Trent, dans le Derbyshire, en Angleterre.

## Histoire
Cet événement mettait en scène aussi bien des groupes connus que des nouveaux, sur deux scènes. Il y avait aussi un Metal Market. Ce festival était connu pour faire participer des groupes à leur première prestation au Royaume-Uni (Blind Guardian et Nightwish). Un complément en extérieur, le Bloodstock Open Air, a été créé en 2005.

Le festival avait généralement lieu le premier week-end de Septembre mais, en 2006, il a eu lieu les  29 et 30 septembre. Bloodstock attirait des fans de metal de tous âges et avait bonne presse, notamment auprès du The Daily Telegraph.

Bloodstock offrait aux fans la possibilité de rencontrer leurs groupes favoris lors de séances de dédicaces et dans certains bars du complexe des Assembly Rooms. Les organisateurs donnaient des programmes et vendaient des T-shirts officiels.

## Participants

### 2001
| 28 mai                                                                       | 28 mai                                                                                              |
| Great Hall                                                                   | Darwin Suite                                                                                        |
| ---------------------------------------------------------------------------- | --------------------------------------------------------------------------------------------------- |
| Saxon Glenn Hughes Blaze SSkyclad Primal Fear Dirty Deeds Area 54 Shadowkeep | Orange Goblin Bloodstream Consumed Evoke Freebase Occupational Hazard Return to the Sabbat Underule |

### 2002
| 31 août                                                                                     | 31 août                                                                                    |
| Great Hall                                                                                  | Darwin Suite                                                                               |
| ------------------------------------------------------------------------------------------- | ------------------------------------------------------------------------------------------ |
| Blind Guardian Gamma Ray Diamond Head Threshold Balance of Power Freedom Call Biomechanical | Return to the Sabbat Bal-Sagoth Elvenking Primordial Enemymaker888 Twelvepointhead Infobia |

### 2003
| 29 août                              | 29 août                             | 30 août                                                                   | 30 août |
| Great Hall                           | Darwin Suite                        | Great Hall                                                                | Darwin Suite |
| ------------------------------------ | ----------------------------------- | ------------------------------------------------------------------------- | --- |
| Saxon Blaze Power Quest 5th Man Down | Biomechanical (Tournage video live) | Nightwish Paradise Lost Edguy Masterplan DragonForce Saracen Mercury Rain | Biomechanical F.U.L.C. Waylander Fourwaykill Invey Bates Motel Illuminatus Ninedenine Cruel Humanity Bumsnogger |

### 2004
| 3 septembre                                     | 3 septembre                                       | 4 septembre                                                                                          | 4 septembre                                                                                          |
| Great Hall                                      | Darwin Suite                                      | Great Hall                                                                                           | Darwin Suite                                                                                         |
| ----------------------------------------------- | ------------------------------------------------- | --- | --- |
| Gamma Ray Threshold Sinergy Illuminatus Infobia | Seasons End Invey Liquid Sky Super Massive Object | Children of Bodom Sonata Arctica Primal Fear Balance of Power Evergrey Edenbridge Panic Cell Intense | Fourwaykill Cruachan The Prophecy Gutworm Nowhere Near The Garden Humanity Seven Years Dead Rezin 69 |

### 2005
| 2 septembre                                    | 2 septembre                                   | 3 septembre | 3 septembre |
| Great Hall                                     | Darwin Suite                                  | Great Hall | Darwin Suite                                                                                                   |
| ---------------------------------------------- | --------------------------------------------- | --- | --- |
| HammerFall Stormwarrior Metalium Reckless Tide | Conquest Of Steel Warchild Deliverance Zillah | Within Temptation Amon Amarth After Forever Bob Catley Raven Iron Saviour Suidakra Seasons End Rise To Addiction | Cathedral Soliloquy Balance Of Silence Jesus Fix Kingsize Blues Kyrb Grinder Dreadnought Mfkzt Pro-jekt Osmium |

### 2006
| 29 septembre                                                  | 29 septembre                                              | 30 septembre | 30 septembre |
| Great Hall                                                    | Darwin Suite                                              | Great Hall | Darwin Suite |
| ------------------------------------------------------------- | --------------------------------------------------------- | --- | --- |
| Primal Fear Axel Rudi Pell Savage Circus Majesty Marshall Law | To-Mera Eden Steel Tormentor Captive Audio Bloody Embrace | My Dying Bride Deathstars Onslaught Brainstorm Machine Men Omnium Gatherum Sworn Amongst Spellblast Illuminatus | Vanden Plas Deadfall Enemy Unknown Died Smiling Tourettes Syndrome Beyond Afterlife Agankast Mael Mórdha Isaiah H.O.S.T.I.L.E. The Boy Will Drown |